# ویلسونویل، نبراسکا
ویلسونویل(به انگلیسی: Wilsonville) شهری در ایالت نبراسکا کشور ایالات متحده آمریکا است که جمعیت آن در سرشماری سال ۲۰۱۰ میلادی، ۹۳ نفر بوده‌است.